# Levan Kakoebava
Levan Kakoebava (Georgisch: ლევან კაკუბავა) (Tbilisi, 15 oktober 1990) is een Georgische voetballer (verdediger) die sinds 2008 voor de Georgische eersteklasser FC Dinamo Tbilisi uitkomt. Voordien speelde hij voor FK Bordzjomi.

## Interlandcarrière
Kakubava maakte zijn debuut voor de nationale ploeg van Georgië op 17 november 2010 in de vriendschappelijke uitwedstrijd tegen Slovenië (2-1-overwinning), net als Akaki Khubutia, Tornike Okriasjvili, Gocha Khojava, en Aleksander Goeroeli.